# Subdivisions de Khabarovsk
Pour un article plus général, voir Khabarovsk.
Le territoire de la ville de Khabarovsk, dans le kraï de Khabarovsk en Extrême-Orient russe, est subdivisé en 5 arrondissements (raïon urbain (ru)). Chaque arrondissement est une circonscription administrative, c'est-à-dire ayant une valeur juridique, avec par exemple un tribunal, mais ne sont pas des municipalités, c'est-à-dire qu'ils n'ont pas de conseils municipaux ou de maires. Il y a  des comités de gestion d'arrondissements, et ils sont utilisés pour les services publics, que ce soit la police, l'éducation ou autre.
Khabarovsk est une municipalité et une ville d'importance régionale. La ville de Khabarovsk est découpée en arrondissements depuis 1936, et le découpage actuel date de 1945. Pour quatre des arrondissements, ils possèdent des terres sur les îles fluviales de l'Amour, mais ces zones sont pour la plupart inhabitées, sauf pour le village d'Oussouriïski sur une île de l'arrondissement industriel. 

## Liste des arrondissements actuels
| Non. | Arrondissement                 | Population 2021 | Superficie rive droite (km²) | Superficie rive gauche (km²) * | Superficie totale (km²) | Code OKATO | Date de création |
| ---- | ------------------------------ | --------------- | ---------------------------- | ------------------------------ | ----------------------- | ---------- | ---------------- |
| 1    | Chemin de fer (ru)             | 154 789         | 99                           | 0                              | 99                      | 08 401 363 | 28 décembre 1938 |
| 2    | arrondissement Industriel (ru) | 225 710         | 59                           | 69                             | 128                     | 08 401 365 | 21 mai 1936      |
| 3    | Kirovsk (ru)                   | 55 473          | 9                            | 29                             | 38                      | 08 401 368 | 21 mai 1936      |
| 4    | Flotte rouge (ru)              | 88 613          | 54                           | 17                             | 71                      | 08 401 371 | 3 octobre 1945   |
| 5    | Central (ru)                   | 92 856          | 9                            | 43                             | 53                      | 08 401 375 | 3 novembre 1937  |
|      | Total                          | 617 441         | 230                          | 159                            | 389                     | 08 401 000 | 31 mai 1858      |

* La superficie de la rive gauche est de 159 km2, dont 83 km2 pour la rive gauche (îles) terrestre du fleuve Amour, et 76 km2 de surface d'eau du fleuve Amour.

## Quartiers de Khabarovsk
Les microdistricts sont des équivalents de quartier. Ils sont souvent d'anciennes localités ayant été incorporées dans la ville.
- Aviagorodok (ru) : microdistrict situé à proximité de deux aéroports de Khabarovsk (grand et petit) et fait partie de l'arrondissement du Chemin de fer ;
- 1er microdistrict : fait partie de l'arrondissement Industriel ;
- Krasnaïa Retchka (ru)  : fait partie de l'arrondissement Industriel ;
- Rabotchy Gorodok fait partie de l'arrondissement du Chemin de fer ;
- Energomash : partie de l'arrondissement Central ;
- Ville de Volotchaïevski : une partie de l'arrondissement Central ;
- Base KAF : partie de l'arrondissement de la Flotte rouge ;
- Microdistrict Severny : fait partie de l'arrondissement de la Flotte rouge ;
- 5ème site : fait partie de l'arrondissement Industriel ;
- Microdistrict Iounjny (ru) : fait partie de l'arrondissement Industriel ;
- Dépôt n°2 : partie de l'arrondissement de la Flotte rouge ;
- Beriozovka (ru): un microdistrict faisant partie de l'arrondissement de la Flotte rouge ;
- Orekhovaïa Soka : une partie de l'arrondissement du Chemin de fer.

## Histoire
Le 21 mai 1936, la ville de Khabarovsk fut divisée en deux arrondissements: de Staline et de Kirovsk. Par le décret du Présidium du Comité exécutif d'Extrême-Orient du 3 novembre 1937, l'arrondissement Central de Khabarovsk a été créé, qui a été inscrit dans le décret du Présidium du Comité exécutif central panrusse du 24 juin 1938 « Sur la Formation de l'Arrondissement Central de Khabarovsk ».  Le 28 décembre 1938, le quatrième fut formé - du Chemin de fer, et le cinquième le 15 septembre 1945 - de la Flotte rouge.  Par décret du Présidium du Soviet suprême de la RSFSR du 10 novembre 1961, l'arrondissement de Staline a été rebaptisé Industriel.
En 2005 - 2015 afin d'améliorer le travail des gouvernements locaux, il y avait des comités de gestion d'arrondissement dans la ville et 4 districts ont été créés au sein des 5 arrondissements : l'arrondissement Central - au sein du District Central, le District Nord - pour les arrondissements de la Flotte rouge et de Kirovsk, le District du Chemin de fer pour celui éponyme, le district sud pour l'arrondissement industriel,. En 2015, les comités de gestion des districts ont été remplacés par des comités de gestion d'arrondissements et les districts ont été abolis. 

### Documents
: document utilisé comme source pour la rédaction de cet article.
- (ru) Charte de l'okroug urbain « Ville de Khabarovsk » (telle que modifiée le 21 mars 2017), 21 mars 2017 (lire en ligne)
- (ru) Ville de Khabarovsk, Passeport de la ville de Khabarovsk. Les principaux indicateurs du développement socio-économique de la ville de Khabarovsk pour 2020 (lire en ligne)